# Futebol Clube de Amares
O Futebol Clube de Amares é um clube português, com sede na vila de Amares, distrito de Braga, que milita atualmente na Divisão Pró-Nacional da AF Braga.

## História
O clube foi fundado em 1945 e o seu atual presidente é Paulo Maia. Na época de 2007/08, a equipa sénior de futebol participa na 3ª divisão série A.

## Futebol

### Histórico (inclui 13/14)
1993–94
Nível 3
Segunda Divisão 
Série Norte
17º
Despromovido

| Época     | Escalão | Divisão          | Série                   | Classificação | Sub/Descidas     |
| --------- | ------- | ---------------- | ----------------------- | ------------- | ---------------- |
| 1990–91   | Nível 4 | Terceira Divisão | Série A                 | 12º           |                  |
| 1991–92   | Nível 4 | Terceira Divisão | Série A                 | 5º            |                  |
| 1992–93   | Nível 4 | Terceira Divisão | Série A                 | 1º            | Promovido        |
| 1994–95   | Nível 4 | Terceira Divisão | Série A                 | 11º           |                  |
| 1995–96   | Nível 4 | Terceira Divisão | Série A                 | 13º           |                  |
| 1996–97   | Nível 4 | Terceira Divisão | Série A                 | 3º            |                  |
| 1997–98   | Nível 4 | Terceira Divisão | Série A                 | 6º            |                  |
| 1998–99   | Nível 4 | Terceira Divisão | Série A                 | 5º            |                  |
| 1999–2000 | Nível 4 | Terceira Divisão | Série A                 | 7º            |                  |
| 2000–01   | Nível 4 | Terceira Divisão | Série A                 | 7º            |                  |
| 2001–02   | Nível 4 | Terceira Divisão | Série A                 | 14º           |                  |
| 2002–03   | Nível 4 | Terceira Divisão | Série A                 | 12º           |                  |
| 2003–04   | Nível 4 | Terceira Divisão | Série A                 | 16º           | Despromovido     |
| 2004–05   | Nível 5 | Distritais       | AF Braga – Honra        | 1º            | Promovido        |
| 2005–06   | Nível 4 | Terceira Divisão | Série A                 | 5º            |                  |
| 2006–07   | Nível 4 | Terceira Divisão | Série A                 | 11º           |                  |
| 2007–08   | Nível 4 | Terceira Divisão | Série A – 1ª Fase       | 11º           | Grupo Manutenção |
|           | Nível 4 | Terceira Divisão | Série A – Sub-Série A1  | 2º            |                  |
| 2008–09   | Nível 4 | Terceira Divisão | Série A – 1ª Fase       | 10º           | Grupo Manutenção |
|           | Nível 4 | Terceira Divisão | Série A – Sub-Série A2  | 2º            |                  |
| 2009–10   | Nível 4 | Terceira Divisão | Série A – 1ª Fase       | 10º           | Grupo Manutenção |
|           | Nível 4 | Terceira Divisão | Série A Últimos         | 1º            |                  |
| 2010–11   | Nível 4 | Terceira Divisão | Série A – 1ª Fase       | 9º            | Grupo Manutenção |
|           | Nível 4 | Terceira Divisão | Série A Últimos         | 2º            |                  |
| 2011–12   | Nível 4 | Terceira Divisão | Série A – 1ª Fase       | 10º           | Grupo Manutenção |
|           | Nível 4 | Terceira Divisão | Série A Últimos         | 4º            | Despromovido     |
| 2012–13   | Nível 5 | Distritais       | AF Braga – Honra        | 13º           |                  |
| 2013–14   | Nível 5 | Distritais       | AF Braga – Honra B      | 1º            | Promovido        |
| 2014–15   | Nível 4 | Distritais       | AF Braga – Pró-Nacional |               |                  |

## Estádio
A equipa de futebol disputa os seus jogos em casa no Estádio Engenheiro José Carlos Macedo.